# كارتر هوتون
كارتر هوتون هو لاعب هوكي الجليد كندي، ولد في 19 ديسمبر 1985 في ثاندر باي في كندا.

## وصلات خارجية
- كارتر هوتون على موقع دوري الهوكي الوطني (الإنجليزية)
- كارتر هوتون على موقع EliteProspects.com (الإنجليزية)
- كارتر هوتون على موقع HockeyDB.com (الإنجليزية)
- كارتر هوتون على موقع Hockey-Reference.com (الإنجليزية)